# Dominik Kostka
Dominik Kostka (* 4. května 1996 Praha) je český profesionální fotbalista, který hraje na pozici pravého záložníka či obránce za český klub FK Mladá Boleslav.

## Klubová kariéra
Kostka byl od svých deseti let hráčem Bohemians Praha 1905, v dospělé kategorii však odehrál jen dva ligové zápasy za A-tým, jinak nastupoval za rezervu.
V létě 2017 se přesunul do třetí ligy, kde hrál v Dobrovici. Následně nastupoval v dresu Motorletu Praha a Zbuzan. V létě 2019 neuspěl na testech v Teplicích, jaro 2020 odehrál v rakouském Gmündu.
Na podzim 2020 byl hráčem B-týmu Slovácka, v lednu 2021 pak přestoupil do Pardubic. Tam strávil dvě sezony a v roce 2023 odešel jako volný hráč do Mladé Boleslavi.
V Mladé Boleslavi při svém debutu 23. července 2023 nádhernou brankou, kdy jeho dalekonosná rána zamířila přesně do pravého horního rohu, pomohl k výhře 3:1 nad Jabloncem.